# Корнелия Марулина
Корнелия Марулина (на латински: Cornelia Marullina; * 205 г.) е римска благородничка от фамилията Корнелии.

## Произход
Дъщеря е на Луций Корнелий Косоний Сципион Салвидий Орфит.

## Фамилия
Корнелия Марулина е съпруга на Марк Пупиен Африкан, син на император Пупиен и Секстия Цетегила. През 236 г. Африкан е редовен консул заедно с император Максимин Трак. Двамата имат децата:
- Публий Пупиен Максим
- Пупиена Секстия Павлина Цетегила (* 225 г.), омъжена за Марк Меций Проб (* 220 г.), син на Марк Помпоний Меций Проб (консул 228 г.).

Корнелия Марулина е баба на:
- Марк Меций Орфит (* 245), който се жени за Фурия (* 244), дъщеря на Гордиан III и Транквилина
  - Меция Проба (* 270), която се омъжва за Фалтоний (* 260), син на Фалтоний Пиниан (проконсул на Азия 286 или 305 г.).